# 142562 Graetz
142562 Graetz è un asteroide della fascia principale. Scoperto nel 2002, presenta un'orbita caratterizzata da un semiasse maggiore pari a 2,5686760 UA e da un'eccentricità di 0,0556420, inclinata di 5,94480° rispetto all'eclittica.
L'asteroide è dedicato all'ufficiale tedesco Paul Gretz, autore della prima attraversata in automobile dell'Africa meridionale.